# Corvo-do-paraíso-das-obi
Corvo-do-paraíso-das-obi ou ave-do-paraíso-de-obi (Lycocorax obiensis) é uma espécie de corvo-do-paraíso da família Paradiseaidae, juntamente com as aves-do-paraíso. Esta ave foi separada de seu congênere, o corvo-do-paraíso-de-halmahera (L. pyrrhopterus), em 2016. A espécie foi descrita e nomeada pela primeira vez por Heinrich Agathon Bernstein em 1865.

## Etimologia
O nome Lycocorax deriva do grego lycos, lobo, e korax, corvo, referindo-se à sua aparência geral semelhante a de uma gralha, e obiensis que se refere às Ilhas Obi, onde essas aves são encontradas.

## Descrição
Esta espécie carece de dimorfismo sexual. A cabeça é de um marrom escuro levemente brilhante, as partes superiores mais claras com um brilho cinza-azulado opaco e as asas marrons. As partes inferiores são de um marrom mais claro e com brilho azul esverdeado. Íris profundamente vermelha em machos; bico enegrecido parecido com o de um corvo; pernas e pés pretos a acinzentados com garras afiadas adaptadas para seu estilo de vida.
As vocalizações dessa espécie parecem uma reminiscência de um hwoot hwoot, seguido por um click click. O canto do corvo-do-paraíso-das-obi é um dos sons mais reconhecíveis em seu alcance.

## Comportamento e ecologia
A biologia desta ave não foi estudada em detalhes. A dieta é constituída predominantemente de frutas, suplementadas por alguns artrópodes. Os pássaros normalmente se alimentam solitariamente, mas também em pares, em pequenos grupos e até mesmo em associação com outras espécies de pássaros, como o pombo imperial..
Seu período de reprodução não está definido, mas os ninhos e os ovos foram registrados de dezembro a junho. O ninho tem a forma de um copo, consistindo de musgo, folhas, cipós e lascas de madeira. A postura é de um ovo. Detalhes de incubação e criação de pintinhos desconhecidos.

## Distribuição ehabitat
O corvo-do-paraíso-das-obi é encontrado nas Ilhas Obi, ao sul de Halmahera, o habitat de seu congênere. São encontrados na floresta tropical e na orla da floresta a 1200 m de altitude na ilha de Obi.